# Ożarów Mazowiecki (gemeente)
De gemeente Ożarów Mazowiecki is een stad- en landgemeente in het Poolse woiwodschap Mazovië, in powiat Warszawski zachodni.
De zetel van de gemeente is in Ożarów Mazowiecki.
Op 30 juni 2004 telde de gemeente 20 753 inwoners.

## Oppervlakte gegevens
In 2002 bedroeg de totale oppervlakte van gemeente Ożarów Mazowiecki 71,34 km², waarvan:
- agrarisch gebied: 84%
- bossen: 1%

De gemeente beslaat 13,38% van de totale oppervlakte van de powiat.

## Demografie
Stand op 30 juni 2004:
| Omschrijving                   | Totaal | Totaal | Vrouwen | Vrouwen | Mannen | Mannen |
| ------------------------------ | ------ | ------ | ------- | ------- | ------ | ------ |
| eenheid                        | aantal | %      | aantal  | %       | aantal | %      |
| inwoners                       | 20 753 | 100    | 10 747  | 51,8    | 10 006 | 48,2   |
| bevolkingsdichtheid (inw./km²) | 290,9  | 290,9  | 150,6   | 150,6   | 140,3  | 140,3  |

In 2002 bedroeg het gemiddelde inkomen per inwoner 1777,43 zł.

## Plaatsen
Stad: Ożarów Mazowiecki
Sołectwo: Bronisze, Duchnice, Domaniewek, Gołaszew, Jawczyce, Kaputy - Kręczki, Konotopa, Koprki, Macierzysz, Mory, Michałówek, Myszczyn, Ołtarzew, Orły-Kolonia, Ożarów Wieś, Piotrkówek Duży, Piotrkówek Mały, Pilaszków, Pogroszew, Pogroszew-Kolonia, Płochocin-Wieś, Święcice, Umiastów, Wieruchów, Wolskie.
Overige plaatsen: Duchnice, Orły, Strzykuły, Szeligi, Wolica.

## Aangrenzende gemeenten
Błonie, Brwinów, Leszno, Piastów, Stare Babice, m.st. Warszawa